# ホジーニャ・ジ・ヴァレンサ
ホジーニャ・ジ・ヴァレンサ（Rosinha de Valença）こと、マリア・ホーザ・カネーラス（ポルトガル語: Maria Rosa Canelas、1941年7月30日 - 2004年6月10日）は、ブラジルの作曲家、編曲家、音楽家である。
彼女はブラジルの音楽界において有数のアコースティックギター奏者と考えられており、バーデン・パウエルやセルジオ・メンデス、シヴーカといった多くの有名アーティストと共同で演奏を行った。

## 概要
マリア・ホーザ・カネーラスは1941年にリオデジャネイロ州のヴァレンサで生まれた。彼女の芸名は、リオ・デ・ジャネイロ出身のジャーナリスト、セルジオ・ポルトにより命名されたものであった。ポルトは彼女をホジーニャ・ジ・ヴァレンサと呼んでいた。
ホジーニャは幼少期、彼女の兄弟がアコースティックギターを演奏している様子を見てギターの演奏に関心を持つようになった。彼女はラジオから流れてくる音楽を聞きながら独学でギターを学んだ。12歳の時、彼女はすでに自身の暮らす街のバーやラジオ・ヴァレンサにおいて地元の多くのアーティストとともに演奏を行う機会を得ていた。1960年、彼女はアマチュアとして勉強する状態から脱してプロへと踏み出したが、初年度実績は音楽家として活動するには厳しいものであった。彼女は女性であったため、家族はギターを演奏する職業につくという考えを好ましく思っていなかった。事実、彼女が音楽キャリアを踏み出す際に、彼女に注意を向けた人物はほとんどいなかった。
1963年、ヴァレンサはリオ・デ・ジャネイロへと活動拠点を移した。リオ・デ・ジャネイロで彼女はセルジオ・ポルトに出会った。彼は彼女の芸名を考案し、彼女にバーデン・パウエルやアロイジオ・オリヴェイラ、プロデューサーのGravadora Elencoなどを紹介した。パウエルはブラジルの音楽においてギターを用いた新しい音楽スタイルを生み出すため、彼女とともに演奏を開始した。オリヴェイラは彼女の作品を気に入り、彼女をアルバム録音の際に招待した。このアルバムは「Apresentando Rosinha de Valença」と名付けられ、同年にリリースされた。その後、彼女はボトル・ナイトクラブに8ヶ月間招待され、ラジオやTVショーでも演奏を行った。1年後、彼女はビッグショーであるサンパウロ、パラマウント・シアターの「O Fino da Bossa」で演奏を行った。また、ナラ・レオンやクアルテート・エン・シーとも共同で演奏を行った。
同じ年の1964年、彼女はセルジオ・メンデスやブラジル65とともに演奏するためアメリカ合衆国へと飛び出した。8ヶ月間のツアーの間、ヴァレンサはメンデスとともに2枚のアルバムを録音した。1965年、ヴァレンサはブラジルの音楽グループとともにヨーロッパへと旅行した。彼らはヨーロッパと日本の合計24カ国を訪問、演奏を行った。1968年、ヴァレンサは再び3年間に渡る長期ツアーで国外へと旅行、1971年にブラジルへと帰国した。この際、ヴァレンサはソビエト連邦、イスラエル、スイス、イタリア、ポルトガル、複数のアフリカ諸国など世界中の様々な国を訪問、スタン・ゲッツ、サラ・ヴォーン、ヘンリー・マンシーニなどともに演奏を行った。
ブラジルに帰国後、ヴァレンサはマルチーニョ・ダ・ヴィラとともに演奏し、彼の4枚のアルバムにおいて共同制作を行った。1974年、更に海外ツアーを行った後、ヴァレンサはジョアン・ドナート、コピーニャ、イヴォン・ラーラ、ミウーシャなどの有名アーティストからなる独自のバンドを結成した。1977年、ヴァレンサはシヴーカとともに演奏を行い、彼のライブ・アルバムを共同制作した。このアルバムのタイトルは『Sivuca e Rosinha de Valença ao vivo』となった。また、1980年にはワルテル・ブランコとともに共同制作したアルバム『Violões em dois estilos』がリリースされた。
ヴァレンサは健康上の理由から自身の音楽キャリアを終えることとなった。彼女は心臓発作のため脳にダメージを受けることとなった。ホジーニャ・ジ・ヴァレンサは呼吸不全が原因となる植物状態で12年間を過ごした後、2004年に彼女のホームタウンであるヴァレンサで亡くなった。
ヴァレンサが昏睡状態に陥った後、多くのアーティストが彼女の曲を彼女へ捧げる曲として録音した。
2000年、ヴァレンサはSérgio Cabralが提案し、Secretaria Estadual de Culturaの一員であるJalusa Barcellosが行ったチャリティーコンサートで讃えられた。このイベントは「Uma noite para Rosinha」（ホジーニャのための一夜）と名付けられており、Haroldo Costaが総監督を、Jorge Simasが音楽ディレクターを務めた。このイベントにはBeth Carvalho、Dona Ivone Lara、Francis Hime、Olívia Hime、João Nogueira、Joyce、Leci Brandão、Miúcha、MPB-4、Paulinho da Viola、Quarteto em Cyなど多くの有名アーティストが参加した。
彼女の死後、マリア・ベターニアはMiúchaと共同で「Namorando a Rosa」というアルバムを制作した。このCDにはヴァレンサの多くの友人やプロの演奏家仲間が演奏家として多く参加した。主な参加者としては、マルチーニョ・ダ・ヴィラ、イヴォン・ラーラ、Alcione、ミウーシャ、Caetano Veloso、Chico Buarque、Joanna、Bebel Gilberto、エルメート・パスコアール、トゥリビオ・サントス、ヤマンドゥ・コスタなどがいる。それぞれのアーティストはヴァレンサが作曲した曲を演奏し、ヴァレンサと自身の関係を思い出していた。
ホジーニャ・ジ・ヴァレンサの曲はMartinho da Vila, Joanna、Zezé Motta、Rui Maurity、Tito Madi、Nana Caymmi、César Camargo Mariano、Wanderléa、Leci Brandão、Maria Bethânia、Paulinho Nogueiraなど様々な有名アーティストによってカバー曲が演奏されている

## ディスコグラフィ

### スタジオ・アルバム
- 『アプレゼンタンド』 - Apresentando Rosinha de Valença (1963年、Elenco)[9]
- Rosinha de Valença apresenta Ipanema Beat (1970年、RCA Victor)
- 『ウン・ヴィオラォン・エン・プリメイロ・プラーノ』 - Um violão em primeiro plano (1971年、RCA/BMG)
- 『ホジーニャ・ヂ・ヴァレンサ』 - Rosinha de Valença (1973年、Som Livre)
- Violões em dois estilos (1980年、Som Livre) ※ワルテル・ブランコと共同制作
- Rosinha de Valença & Flavio Faria (feat. Toots Thielemans) (1990年、Iris Music)

### ライブ・アルバム
- Rosinha de Valença ao vivo (1966年、Forma)
- Rosinha de Valença e banda ao vivo (1975年、Odeon)
- Sivuca e Rosinha de Valença ao vivo (1977年、RCA Pure Gold) ※シヴーカと共同制作

### 参加アルバム
- バド・シャンク : 『バド・シャンク&ヒズ・ブラジリアン・フレンズ』 - Bud Shank & His Brazilian Friends (1965年、Pacific Jazz)
- ワンダ・デ・サー&セルジオ・メンデス・トリオ : 『ブラジル'65』 - Brasil 65 (1965年、Capitol)
- セルジオ・メンデス&ブラジル'65 : 『エル・マタドールのセルジオ・メンデスとブラジル'65』 - In person at El Matador (1965年、Atlantic/Fermata)